# T-структура

t-структура — понятие, аксиоматизирующее свойства абелевых подкатегорий производной категории. t-структура на триангулированной категории {\displaystyle {\mathcal {D}}} состоит из двух подкатегорий {\displaystyle ({\mathcal {D}}^{\leq 0},{\mathcal {D}}^{\geq 0})} в {\displaystyle {\mathcal {D}}}, обобщающих свойства комплексов с зануляющимися когомологиями в положительных, соответственно, в отрицательных степенях. На одной и той же категории могут существовать различные t-структуры, и взаимосвязи между этими структурами используются в алгебре и геометрии. Понятие t-структуры возникло в работах Бейлинсона, Бернштейна, Делиня и Габбера по превратным пучкам.

## Определение
Пусть {\displaystyle {\mathcal {D}}} — триангулированная категория с функтором сдвига {\displaystyle [1]}. t-структура на {\displaystyle {\mathcal {D}}} — это пара полных подкатегорий {\displaystyle ({\mathcal {D}}^{\leq 0},{\mathcal {D}}^{\geq 0})}, замкнутых относительно изоморфизма объектов, которые удовлетворяют следующим трём аксиомам.
1. Если X — объект {\displaystyle {\mathcal {D}}^{\leq 0}}, а Y — объект {\displaystyle {\mathcal {D}}^{\geq 0}}, то {\displaystyle \operatorname {Hom} _{\mathcal {D}}(X,Y[-1])=0.}
2. Если X — объект {\displaystyle {\mathcal {D}}^{\leq 0}}, то X[1] — также объект {\displaystyle {\mathcal {D}}^{\leq 0}}. Аналогично, если Y — объект {\displaystyle {\mathcal {D}}^{\geq 0}}, то Y[-1] — также объект {\displaystyle {\mathcal {D}}^{\geq 0}}.
3. Если A — объект {\displaystyle {\mathcal {D}}}, то существует выделенный треугольник {\displaystyle X\to A\to Y[-1]\to X[1]}, в котором X — объект {\displaystyle {\mathcal {D}}^{\leq 0}}, а Y — объект {\displaystyle {\mathcal {D}}^{\geq 0}}.

Можно показать, что подкатегории {\displaystyle {\mathcal {D}}^{\leq 0}} и {\displaystyle {\mathcal {D}}^{\geq 0}} замкнуты относительно расширений в {\displaystyle {\mathcal {D}}}. В частности, они замкнуты относительно конечных прямых сумм.
Предположим, что {\displaystyle ({\mathcal {D}}^{\leq 0},{\mathcal {D}}^{\geq 0})} — t-структура на {\displaystyle {\mathcal {D}}}. В этом случае, для любого целого n определим {\displaystyle {\mathcal {D}}^{\leq n}} как полную подкатегорию {\displaystyle {\mathcal {D}}}, объекты которой имеют вид {\displaystyle X[-n]}, где {\displaystyle X} — объект категории {\displaystyle {\mathcal {D}}^{\leq 0}}. Аналогично, {\displaystyle {\mathcal {D}}^{\geq n}} определяется как полная подкатегория объектов вида {\displaystyle Y[-n]}, где {\displaystyle Y} — объект {\displaystyle {\mathcal {D}}^{\geq 0}}. Более кратко это записывается так:
{\displaystyle {\begin{aligned}{\mathcal {D}}^{\leq n}&={\mathcal {D}}^{\leq 0}[-n],\\{\mathcal {D}}^{\geq n}&={\mathcal {D}}^{\geq 0}[-n].\end{aligned}}}
С учётом этих обозначений, аксиомы могут быть переписаны следующим образом:
1. Если X — объект {\displaystyle {\mathcal {D}}^{\leq 0}}, а Y — объект {\displaystyle {\mathcal {D}}^{\geq 1}}, то {\displaystyle \operatorname {Hom} _{\mathcal {D}}(X,Y)=0.}
2. {\displaystyle {\mathcal {D}}^{\leq 0}\subseteq {\mathcal {D}}^{\leq 1}} и {\displaystyle {\mathcal {D}}^{\geq 0}\supseteq {\mathcal {D}}^{\geq 1}}.
3. Если A — объект {\displaystyle {\mathcal {D}}}, то существует выделенный треугольник {\displaystyle X\to A\to Y\to X[1]}, в котором X — объект {\displaystyle {\mathcal {D}}^{\leq 0}}, а Y — объект {\displaystyle {\mathcal {D}}^{\geq 1}}.

Ядром или сердцевиной t-структуры называется полная подкатегория {\displaystyle {\mathcal {D}}^{\heartsuit }}, состоящая из объектов, которые содержатся одновременно в {\displaystyle {\mathcal {D}}^{\leq 0}} и в {\displaystyle {\mathcal {D}}^{\geq 0}}, то есть
{\displaystyle {\mathcal {D}}^{\heartsuit }={\mathcal {D}}^{\leq 0}\cap {\mathcal {D}}^{\geq 0}.}
Сердцевина t-структуры является абелевой категорией (тогда как триангулированная категория аддитивна, но почти никогда не абелева), и замкнута относительно расширений.
Триангулированную категорию с выбранной t-структурой иногда называют t-категорией.

### Варианты определения
Для задания t-структуры достаточно, для некоторых целых чисел m и n задать {\displaystyle {\mathcal {D}}^{\leq m}} и {\displaystyle {\mathcal {D}}^{\geq n}}. Некоторые авторы определяют t-структуру как пару {\displaystyle ({\mathcal {D}}^{\leq 0},{\mathcal {D}}^{\geq 1})}.
Две подкатегории {\displaystyle {\mathcal {D}}^{\leq 0}} и {\displaystyle {\mathcal {D}}^{\geq 1}} однозначно определяют одна другую. Объект X принадлежит {\displaystyle {\mathcal {D}}^{\leq 0}} тогда и только тогда, когда {\displaystyle \operatorname {Hom} (X,Y)=0} для всех объектов Y из {\displaystyle {\mathcal {D}}^{\geq 1}}, и наоборот. Таким образом, {\displaystyle {\mathcal {D}}^{\leq 0}} и {\displaystyle {\mathcal {D}}^{\geq 1}} являются левым и правым ортогональными дополнениями друг для друга. Следовательно, достаточно задать одну из подкатегорий {\displaystyle {\mathcal {D}}^{\leq 0}} или {\displaystyle {\mathcal {D}}^{\geq 1}}.
Если для любого объекта X категории {\displaystyle {\mathcal {D}}} существуют такие целые m и n, что {\displaystyle X\in {\mathcal {D}}^{\geq m}} и {\displaystyle X\in {\mathcal {D}}^{\leq n}}, то t-структура называется ограниченной.

## Примеры

### Естественнаяt-структура
Наиболее базовым примером t-структуры является естественная t-структура на производной категории. Пусть {\displaystyle {\mathcal {A}}} — абелева категория, и {\displaystyle D({\mathcal {A}})} — её производная категория. Тогда естественная t-структура задаётся парой подкатегорий
{\displaystyle {\begin{aligned}D({\mathcal {A}})^{\leq 0}&=\{X\colon \forall i>0,\ H^{i}(X)=0\},\\D({\mathcal {A}})^{\geq 0}&=\{X\colon \forall i<0,\ H^{i}(X)=0\}.\end{aligned}}}
Из определения немедленно следует, что
{\displaystyle {\begin{aligned}D({\mathcal {A}})^{\leq n}&=\{X\colon \forall i>n,\ H^{i}(X)=0\},\\D({\mathcal {A}})^{\geq n}&=\{X\colon \forall i<n,\ H^{i}(X)=0\},\\D({\mathcal {A}})^{\heartsuit }&=\{X\colon \forall i\neq 0,\ H^{i}(X)=0\}\cong {\mathcal {A}}.\end{aligned}}}
В этом случае третья аксиома t-структуры, утверждающая существование определённых выделенных треугольников, может быть доказана следующим образом. Предположим, что {\displaystyle A^{\bullet }} — коцепной комплекс с членами из {\displaystyle {\mathcal {A}}}. Определим
{\displaystyle {\begin{aligned}\tau ^{\leq 0}A^{\bullet }&=(\cdots \to A^{-2}\to A^{-1}\to \ker d^{0}\to 0\to 0\to \cdots ),\\\tau ^{\geq 1}A^{\bullet }&=(\cdots \to 0\to 0\to A^{0}/\ker d^{0}\to A^{1}\to A^{2}\to \cdots ).\end{aligned}}}
Нетрудно видеть, что {\displaystyle \tau ^{\geq 1}A^{\bullet }=A^{\bullet }/\tau ^{\leq 0}A^{\bullet }} и существует короткая точная последовательность комплексов
{\displaystyle 0\to \tau ^{\leq 0}A^{\bullet }\to A^{\bullet }\to \tau ^{\geq 1}A^{\bullet }\to 0.}
Эта точная последовательность индуцирует требуемый выделенный треугольник.
Существуют также аналогичные t-структуры для ограниченных, ограниченных сверху и ограниченных снизу производных категорий.

### Пары кручения
Пусть {\displaystyle {\mathcal {A}}} — сердцевина ограниченной t-структуры на триангулированной категории {\displaystyle {\mathcal {D}}}. Пара подкатегорий {\displaystyle ({\mathcal {T}},{\mathcal {F}})} категории {\displaystyle {\mathcal {A}}} называется парой кручения, если выполняются следующие условия:
1. Для любых {\displaystyle T\in {\mathcal {T}},F\in {\mathcal {F}}} имеем {\displaystyle \mathrm {Hom} (T,F)=0}.
2. Для любого {\displaystyle E\in {\mathcal {A}}} существует точная последовательность {\displaystyle 0\to T\to E\to F\to 0} в категории {\displaystyle {\mathcal {A}}}, где {\displaystyle T\in {\mathcal {T}},F\in {\mathcal {F}}}.

Для любой пары кручения {\displaystyle ({\mathcal {T}},{\mathcal {F}})} можно определить «тилт» {\displaystyle {\mathcal {A}}'} как наименьшую подкатегорию в {\displaystyle {\mathcal {D}}}, содержащую {\displaystyle {\mathcal {T}}} и {\displaystyle {\mathcal {F}}[1]} и замкнутую относительно расширений. Категория {\displaystyle {\mathcal {A}}'} также является сердцевиной ограниченной t-структуры на {\displaystyle {\mathcal {D}}}. Такие t-структуры используются при построении условий стабильности по Бриджленду.

## Срезающие функторы
В приведённом выше примере естественной t-структуры на производной категории выделенные треугольники, существование которых утверждается третьей аксиомой, строились при помощи операции «обрезания». Операции обрезания {\displaystyle \tau _{\leq 0}A^{\bullet }} и {\displaystyle \tau _{\geq 1}A^{\bullet }} функториальны как операции на категории комплексов, и получающаяся короткая точная последовательность комплексов функториальна по {\displaystyle A^{\bullet }}. Используя это, можно показать, что корректно определены срезающие функторы на производной категории, и что они индуцируют естественный выделенный треугольник.
На самом деле, это — пример общего явления. Хотя в определении t-структуры не говорится о существовании срезающих функторов, такие функторы всегда могут быть построены, и, по существу, определены однозначно. Предположим, что {\displaystyle {\mathcal {D}}} — триангулированная категория с t-структурой {\displaystyle ({\mathcal {D}}^{\leq 0},{\mathcal {D}}^{\geq 0})}. Точное утверждение заключается в том, что функторы вложения
{\displaystyle {\begin{aligned}\iota ^{\leq n}\colon &{\mathcal {D}}^{\leq n}\to {\mathcal {D}},\\\iota ^{\geq n}\colon &{\mathcal {D}}^{\geq n}\to {\mathcal {D}}\end{aligned}}}
имеют сопряжённые. Это функторы
{\displaystyle {\begin{aligned}\tau ^{\leq n}\colon &{\mathcal {D}}\to {\mathcal {D}}^{\leq n},\\\tau ^{\geq n}\colon &{\mathcal {D}}\to {\mathcal {D}}^{\geq n},\end{aligned}}}
такие, что
{\displaystyle {\begin{aligned}\iota ^{\leq n}\dashv \tau ^{\leq n},\\\tau ^{\geq n}\dashv \iota ^{\geq n}.\end{aligned}}}
Более того, для любого объекта {\displaystyle A} категории {\displaystyle {\mathcal {D}}} существует однозначно определённый морфизм
{\displaystyle d\in \operatorname {Hom} ^{1}(\tau ^{\geq 1}A,\tau ^{\leq 0}A),}
который, вместе с единицей и коединицей сопряжения, индуцирует выделенный треугольник
{\displaystyle \tau ^{\leq 0}A\to A\to \tau ^{\geq 1}A\ {\stackrel {d}{\to }}\ \tau ^{\leq 0}A[1].}
С точностью до единственного изоморфизма, существует единственный выделенный треугольник вида {\displaystyle X\to A\to Y\to X[1]}, в котором {\displaystyle X} и {\displaystyle Y} являются объектами {\displaystyle {\mathcal {D}}^{\leq 0}} и {\displaystyle {\mathcal {D}}^{\geq 1}}, соответственно. Из существования такого треугольника следует, что объект {\displaystyle A} принадлежит {\displaystyle {\mathcal {D}}^{\leq n}} (соответственно, {\displaystyle {\mathcal {D}}^{\geq n}}), если и только если {\displaystyle \tau ^{\geq n+1}(A)=0} (соответственно, {\displaystyle \tau ^{\leq n-1}(A)=0}).
Из существования {\displaystyle \tau ^{\leq 0}} следует существование остальных срезающих функторов, при помощи сдвигов и перехода к противоположной категории. Если {\displaystyle A} — объект {\displaystyle {\mathcal {D}}}, третья аксиома из определения t-структуры утверждает существование объекта {\displaystyle X} из {\displaystyle {\mathcal {D}}^{\leq 0}} и морфизма {\displaystyle X\to A}, включающегося в определённый выделенный треугольник. Для произвольного {\displaystyle A} выберем один такой треугольник и положим {\displaystyle \tau ^{\leq 0}(A)=X}. Из аксиом t-структуры следует, что для любого объекта {\displaystyle T} из {\displaystyle {\mathcal {D}}^{\leq 0}} мы имеем
{\displaystyle \operatorname {Hom} (T,X)\cong \operatorname {Hom} (T,A),}
и изоморфизм индуцируется морфизмом {\displaystyle X\to A}. Это показывает, что {\displaystyle X} является решением задачи об универсальном отображении. Из стандартных утверждений о производных функторах следует, что объект {\displaystyle X} определён однозначно с точностью до единственного изоморфизма, и что существует единственный способ определить действие {\displaystyle \tau ^{\leq 0}} на морфизмах, который делает его правым сопряжённым функтором. Это доказывает существование {\displaystyle \tau ^{\leq 0}}, и, следовательно, существование всех срезающих функторов.
Повторное применение операций обрезания для t-структур имеет свойства, аналогичные операциям обрезания для комплексов. Если {\displaystyle n\leq m}, то существуют естественные преобразования
{\displaystyle {\begin{aligned}\tau ^{\leq n}&\to \tau ^{\leq m},\\\tau ^{\geq n}&\to \tau ^{\geq m},\end{aligned}}}
которые индуцируют естественные эквивалентности
{\displaystyle {\begin{aligned}\tau ^{\leq n}\ &{\stackrel {\sim }{\to }}\ \tau ^{\leq n}\circ \tau ^{\leq m},\\\tau ^{\geq m}\ &{\stackrel {\sim }{\to }}\ \tau ^{\geq m}\circ \tau ^{\geq n},\\\tau ^{\geq n}\circ \tau ^{\leq m}\ &{\stackrel {\sim }{\to }}\ \tau ^{\leq m}\circ \tau ^{\geq n}.\end{aligned}}}

## Функторы когомологий
Функтор n-х когомологий {\displaystyle H^{n}} определяется по формуле
{\displaystyle H^{n}=\tau ^{\leq 0}\circ \tau ^{\geq 0}\circ [n].}
В соответствии с названием, он действительно является когомологическим функтором на триангулированной категории. А именно, для любого выделенного треугольника {\displaystyle X\to Y\to Z\to X[1]} мы получаем длинную точную последовательность
{\displaystyle \cdots \to H^{i}(X)\to H^{i}(Y)\to H^{i}(Z)\to H^{i+1}(X)\to \cdots .}
В приложениях из алгебраической топологии функторы когомологий могут обозначаться как {\displaystyle \pi _{n}} вместо {\displaystyle H^{n}}. Функторы когомологий принимают значения в сердцевине {\displaystyle {\mathcal {D}}^{\heartsuit }}. По одному из приведённых выше тождеств, с точностью до естественной эквивалентности можно положить
{\displaystyle H^{n}=\tau ^{\geq 0}\circ \tau ^{\leq 0}\circ [n].}
Для естественной t-структуры на производной категории {\displaystyle D({\mathcal {A}})} функтор когомологий {\displaystyle H^{n}}, как принимающий значения в {\displaystyle {\mathcal {A}}}, сопоставляет комплексу его обычные n-е когомологии.
t-структура называется невырожденной, если пересечение всех {\displaystyle {\mathcal {D}}^{\leq n}}, а также пересечение всех {\displaystyle {\mathcal {D}}^{\geq n}}, состоит только из нулевых объектов. Для невырожденной t-структуры набор функторов {\displaystyle \{H^{n}\}_{n\in \mathbf {Z} }} является консервативным (то есть морфизм {\displaystyle f:X\to Y} в {\displaystyle {\mathcal {D}}} является изоморфизмом, если все {\displaystyle H^{n}(f)} — изоморфизмы). Более того, в этом случае {\displaystyle {\mathcal {D}}^{\leq n}} (соответственно, {\displaystyle {\mathcal {D}}^{\geq n}}) можно отождествить с полной подкатегорией тех объектов {\displaystyle A}, для которых {\displaystyle H^{i}(A)=0} при {\displaystyle i>n} (соответственно, {\displaystyle i<n}).